# فرهنگسرای اندیشه
فرهنگسرای اندیشه یکی از فرهنگسراهای شهر تهران است که در منطقه هفت تهران، در داخل بوستان اندیشه واقع شده‌است. این فرهنگسرا در سال ۱۳۷۲ افتتاح شد.
دیگر امکانات این فرهنگسرا شامل سالن سینما چند منظوره با سیستم صوتی دالبی با ۴۰۷صندلی، ۱۷۰۰ متر کتابخانه عمومی، دارالقرآن، رستوران و… از جمله امکانات موجود در ساختمان فرهنگسرا است.

## بخش‌های فرهنگسرا
- سالن آمفی تئاتر

سالن آمفی تئاتر در طبقه اول ساختمان جدید فرهنگ سرای اندیشه واقع و دارای۴۰۷صندلی است که ۹۴ عدد از این صندلی‌ها در بالکن قرار دارد. این سالن مجهز به آخرین امکانات و تجهیزات سالنی از جمله ترجمه همزمان، امکان ارائه مقالات و توضیحات پشت میز تریبون و استفاده از میکروفن‌های بی‌سیم در تمام نقاط سالن می‌باشد. همچنین سالن مجهز به ۴ دوربین تلویزیونی برای تصویربردار از مراسم با سیستم کنترل و هدایت از راه دور توسط اپراتور می‌باشد. از امکانات دیگر این سالن می‌توان به پخش فیلم‌های ۳۵ میلی‌متری به همراه صدای دالبی سراندو استفاده از پرژکتور اسلاید و ویدنوپرژکتور اشاره کرد. سالن آمفی تئاتر فرهنگ سرای اندیشه با بهره‌گیری از بهترین و حرفه ای‌ترین امکانات صوتی و تصویری و با دارابودن صحنه‌ای مناسب امکان ایده‌آلی را برای برگزاری همایش‌ها، نمایش فیلم، کنسرت موسیقی ،تئاتر و امکان استفاده ویژه در این تالار را فراهم کرده‌است.
فیلم‌هایی همچون کیمیا، و دره شاپرک‌ها در این سالن اکران شده‌است، همچنین این مجموعه میزبان اکران و نقد فیلم‌هایی غیرایرانی همچون حسابدار، سکوت، به سو زندگی بهتر و دکتر استرنج بوده‌است.
- نگارخانه

نگارخانه اندیشه به دلیل برخورداری از فضای مناسب همواره مورد توجه هنرمندان و هنردوستان در زمینه‌های نقاشی، طراحی، خوش نویسی، عکاسی ،کاریکاتور ،هنرهای تزیینی و صنایع دستی بوده‌است.
- کتابخانه اندیشه

این مرکز زیر نظر فرهنگسرای اندیشه به فعالیت می‌پردازد و در بوستان اندیشه قرار دارد. این کتابخانه شامل،
بخش مخزن با ۴۷۷۰۹ جلد کتاب و جستجوی اطلاعات برای اعضاء به صورت دستی و با رایانه می‌باشد. کلیه کتاب‌های کتابخانه در تمام رده‌های موضوعی موجود می‌باشد. بخش مرجع، با ۴۶۰۰ جلد کتاب به صورت مجزا در کلیه رده‌های موضوعی وجود دارد و همچنین دارای CDهای متنوع علمی، پژوهشی، ادبی، آموزشی و … و نمایه می‌باشد. تعداد لوح‌های فشرده موجود ۴۰۰ عدد می‌باشد. بخش نشریات، شامل ۱۵ عنوان روزنامه و ۱۶۰مجله خریداری و اهدا شده، می‌باشد و بخش کودک شامل ۳۶۰۰ جلد کتاب می‌باشد.
- سالن اجتماعات فرهنگ سرای اندیشه

این سالن با ظرفیت ۲۰۰ نفر در طبقه همکف فرهنگ سرای اندیشه واقع شده و با توجه به نوع صندلی‌های ساکن امکان هر نوع چینشی برای استفاده‌های متفاوت از جمله برگزاری کنفرانس در سالن وجود دارد. امکان استفاده از میکروفن بی‌سیم در تمام نقاط سالن، نورپردازی و سیستم صوتی و تصویری، جایگاه مناسب برای اجرای برنامه‌های فرهنگی و هنری، فضای مناسب برای پذیرایی بین جلسات از امکانات دیگر این سالن به حساب می‌آید.

## مدیران از گذشته تا امروز
- سجاد اکبری[۷]
- ناصر امین زاده
- میثم میثمی
- سجاد نوروزی
- سید محمد حسین حجازی
- جواد حیدری پور
- داوود خالقی مقدم
- هادی قیومی
- مصطفی باغبان
- اکرم شاهرخی
- حسین فرجی
- عبدالرسول وصال

## برنامه‌های برگزیده
- برآستان اشک

سوگواره شعر آیینی بر آستان اشک از چهار سال پیش تا امروز هر ساله هم‌زمان با فرا رسیدن ماه محرم و صفر و ایام عزاداری امام حسین، با دبیری محمود حبیبی کسبی و باحضور برجسته‌ترین شاعران آیینی در فرهنگ سرای اندیشه برگزار می‌شود. این برنامه با هدف پاسداشت مبانی دینی و ملی ادبیات آیینی شروع به کار کرده و بیانگر عالی‌ترین و والاترین جلوه‌های ارزشی و آرمانی این مرز و بوم است. بر آستان اشک یکی از منحصر به فردترین برنامه‌های آیینی در حوزه شعر است که سالیان گذشته با استقبال چشمگیر شاعران و مردم مواجه شده‌است. در این برنامه شاعرانی همچون مرحوم حبیب‌الله چایچیان حسان، مرحوم حمید سبزواری، محمدعلی مجاهدی، علی انسانی، غلامرضا سازگار، محمدعلی بهمنی، مرتضی امیری اسفندقه، سعید بیابانکی، نادر بختیاری، احمد بابایی، محمد سهرابی، احمد علوی، سید حمیدرضا برقعی، حامد عسکری، قاسم صرافان، قادر طراوت پور، حافظ ایمانی، وحید قاسمی، پیمان طالبی، محمد رسولی، مجید لشکری و… به شعرخوانی می‌پردازند.
- نوگلان حسینی

آئین تجلیل از نوگلان حسینی، در ایام عزاداری ایام محرم در سه مقطع ابتدایی، راهنمایی و متوسطه در فرهنگسرای اندیشه برگزار می‌شود. هدف از برگزاری آئین تجلیل از نوگلان حسینی در فرهنگ سرای اندیشه، نشر و اشاعه فرهنگ دینی، تشویق و ترغیب نوجوانان خادم اهل بیت و شناسایی استعدادهای بالقوه مداحان نوجوان است. شاخص‌های انتخاب دانش آموزان در آئین نوگلان حسینی خوش صدایی و تلفظ صحیح عبارات برای مقطع ابتدایی و در مقطع راهنمایی علاوه بر خوش صدایی، مقتل‌شناسی، رعایت اصول مداحی و روضه خوانی را مدنظر قرار داده‌است و از این مسابقه استعداد هایی همچون سید محمد حسینی و محمد متین عسکری بیرون آمده است.
- نشست‌های تخصصی شب‌های علوم انسانی

شب‌های علوم انسانی همایشی است که به ابتکار مجله عصر اندیشه با دعوت از متفکران برجسته ایرانی و خارجی در فرهنگسرای اندیشه برگزار شده‌است و چهره‌هایی مانند پیر دورتیگیه، کریم مجتهدی، سیدیحیی یثربی، رضا غلامی، عبدالحسین خسروپناه، کریستین یحیی بونو، مهدی گلشنی، علیرضا ذاکری، کیومرث منشی‌زاده، محمدرضا زائری، منوچهر آشتیانی، جهانگیر کرمی، الکساندر دوگین، داوود مهدوی زادگان و… در آن شرکت کردند و در قالب میزگرد و سخنرانی به ارائه دیدگاه‌های خود پرداختند.
- باشگاه فیلم اندیشه

باشگاه فیلم فرهنگسرای اندیشه هر دو هفته یکبار با نمایش فیلم‌های مطرح خارجی با زبان اصلی و زیرنویس فارسی و با حضور منتقدان برجسته فیلم پخش نقد و بررسی می‌شود.
- نشست اندیشه و قلم

نشست‌های تخصصی اندیشه نگاری ادبی در رمان‌های معروف مانند شازده کوچولو، کافکا در کرانه و نقدو بررسی کتاب‌های تازه منتشر شده همچون کتاب محمدمسیح کردستان با حضور رئیس مجلس، رونمایی تقریظ رهبری بر کتاب من زنده ام، رونمایی کتاب‌های جدید دکتر افروغ و…
- تجلیل و بزرگداشت مفاخر چهره‌های فرهنگی و هنری

تجلیل از مفاخر فرهنگی و هنری همچون استاد کیخسرو خروش چهره ماندگار خوشنویسی، صادق آهنگران، عماد افروغ، حمید نمازی، علی نصیریان و…
- سبوی عاشقان

شب شعر «سبوی عاشقان» با حضور برجسته‌ترین شاعران آیینی و در تکریم مقام بانو حضرت خدیجه (س، سالگرد ارتحال امام خمینی (رهو.. با حضور شاعران آیینی در فرهنگ سرای اندیشه برگزار می‌شود.